# Кинтореит
Кинтореит — минерал, фосфат из группы крандаллита. Впервые был найден в Австралии.

## Свойства
Кинтореит имеет желтоватый цвет, зелёный цвет черты, стеклянный блеск, тригональную сингонию, довольно низкую твёрдость по шкале Мооса, плотность 4,29. Химическая формула — PbFe3+3PO4(HPO4)(OH)6.